# Vitaliy Korzh
Vitaliy Korzh (né le 5 octobre 1987 à Soumy) est un athlète ukrainien, spécialiste du sprint et du relais.

## Biographie
Son meilleur temps sur 200 m est de 20 s 84, réalisé à Yalta le 14 juin 2012. Il a remporté la médaille d'or à l'Universiade de Kazan en 2013 sur relais 4 × 100 m, en 38 s 56. Il est étudiant à l'université d'État de Soumy.
Depuis 2014, il co-détient le record national du relais 4 x 100 m en 38 s 53, avec Serhiy Smelyk, Ihor Bodrov et Emil Ibrahimov.
Les 30 et 31 juillet 2015, il remporte les titres de champion d'Ukraine à Kirovohrad sur 100 m (en 10 s 37) et sur 200 m (en 20 s 87).

## Palmarès
| Date | Compétition           | Lieu      | Résultat | Épreuve   | Temps   |
| ---- | --------------------- | --------- | -------- | --------- | ------- |
| 2013 | Universiade           | Kazan     | 1er      | 4 × 100 m | 38 s 56 |
| 2016 | Championnats d'Europe | Amsterdam | 8e       | 4 × 100 m | 39 s 46 |

### Records
| Épreuve    | Performance | Lieu         | Date            |
| ---------- | ----------- | ------------ | --------------- |
| 100 mètres | 10 s 33     | Sankt Pölten | 4 juin 2015     |
| 200 mètres | 20 s 65     | Kirovohrad   | 25 juillet 2014 |